# 乌孜别克族
乌孜别克族，又譯乌兹别克族，是现代中亚民族，烏茲別克斯坦的主體民族，亦分布在阿富汗、塔吉克斯坦、吉爾吉斯斯坦、土庫曼斯坦、哈薩克斯坦、俄羅斯及中國境內，也有少数分布于伊朗、土耳其、沙特阿拉伯、巴基斯坦、蒙古、西歐及北美。其中分布在中国新疆维吾尔自治区的人口为12742人（2020年）。在现代汉语中，对分布于中国境内的一般记作乌孜别克族，对分布于中国境外的一般记作乌兹别克族。
乌孜别克族的使用語言為乌孜别克语，属於突厥语系葛逻禄语支，和维吾尔语十分接近。中國境內的烏孜別克族人亦多通用维吾尔语和哈薩克語。乌孜别克族多信仰伊斯兰教。

## 名字
“乌孜别克”这个名字的来源尚有争议。一种说法是来源于乌兹别克汗（穆罕默德·月即别，Mohammed Öz-Beg Khan），另一种说法是这个名称的意思是“独立”或者“领袖自己”，源自Oʻz（自己）加上Bek/Bey/Beg（巴依，伯克，突厥语中“首领”或“酋长”之意）。但是有另外一种理论认为Uz的发音源自乌古斯加上Bey 或者 Bek组成uguz-bey，意思是“乌古斯的统治者”。

## 族源
在5世纪之前，今日的乌兹别克斯坦境内是粟特人的居住地，为河中地区的一部分。粟特人使用印度-伊朗语族语言，但并未有统一国家，此时期臣服于波斯的阿契美尼德王朝和萨珊王朝。5世纪至6世纪又属嚈哒统治，6世纪至8世纪先后属突厥、西突厥。7世纪中叶，中国唐朝征服西突厥。一些突厥人和汉人在这一时期移居河中。9世纪至10世纪，波斯萨曼王朝统治河中。11世纪起，突厥人建立的黑汗王朝征服河中，原本强势的粟特语等印度-伊朗语言转向衰落，河中人大量改用突厥语，是河中地区“突厥化”的重要时期。
12世纪，西辽征服河中部分地区，以中原政治文化统治该地；13世纪，黑汗王朝亡于花剌子模王朝，该王朝的建立者同样是突厥化部族。河中地区的本地人口是粟特人、吐火罗人和塞种后裔，这些部族使用印度-伊朗语言，可称之雅利安人，而身为征服者的突厥人来自蒙古高原，一般认为前者最终被后者至少在语言上同化，这种语言同化过程也称为“精英支配过程”。在蒙古西征以后，突厥-波斯文化的影响力进一步加深，当地语言和文化的转变因而越发深刻，还进一步影响帕米尔高原地区。
美国学者彼得·戈登在其1992年的著作中，列出现代乌兹别克人三大族源：
1. 原本使用印度-伊朗语言的定居人口，即突厥统治者口中的“撒尔塔人”，包括原塞种、粟特人、吐火罗人等，由于穆斯林征服的影响还带有少数中东阿拉伯混血；
2. 使用突厥语和蒙古语的塞北部落移民，突厥语部落包括葛逻禄人、样磨人、乌古斯人、康里、钦察等，蒙古语部落如巴魯剌思氏、札剌亦兒等，随着突厥人和蒙古人的军事征服而融入当地；
3. 使用费尔干纳-钦察语的“纯乌孜别克”（Taza Özbek），即穆罕默德·昔班尼率领的乌兹别克部族成员。

现代的乌孜别克语源于察合台语，在察合台汗国和帖木儿汗国的统治时代成为河中地区流行的语言。帖木儿汗国之后，乌兹别克部族的穆罕默德·昔班尼建立布哈拉汗国，延续了察合台语的强势地位；现代乌孜别克语在这一时期逐渐形成。
另外在20世纪20年代苏联实行民族识别和划定的过程中，一部分使用波斯语的人口被识别为乌兹别克人。他们主要是布哈拉和撒马尔罕的定居人口，原本应划为“塔吉克人”，但因经济和政治原因被划入乌兹别克族。这导致在苏联和乌兹别克斯坦的人口普查数据中，将许多不使用乌兹别克语的人口识别为乌兹别克族。布哈拉和撒马尔罕如今仍以塔吉克语为传统语言。

### 基因学研究
现代基因学和遺傳系譜學证据表明，现代乌孜别克族的基因组成介于伊朗人和蒙古人之间。中亚地区最初由雅利安人定居，但从公元前3世纪开始就不断受到蒙古高原地区游牧民族的影响，最初是匈奴，在公元第一千年是突厥，13世纪后是蒙古。现代乌孜别克族的基因组成带有高水平的单倍群C-M130，这一基因多由上述的征服部族携带。另有研究表明，乌孜别克族和中亚的其他突厥语民族的基因联系更紧密，和伊朗人相差较大；该研究还分析了一些父系和母系DNA单倍群的数据，发现突厥语民族之间的基因相似度比伊朗语族民族之间的更高。
2015年的一项研究表明，中亚民族的基因来源和西伯利亚地区、东亚地区的民族更相似，和西亚或欧洲人有较大差别。这也表明了中亚地区的突厥化过程包含了更深刻的血缘和移民因素的影响。

## 歷史
“乌孜别克”的意思是“自己的领袖”（也可解作烏古斯人的主人）。乌孜别克族的記載最早出自《元史》（1369年），當時名月祖伯。在阿布海兒汗時代，建立烏孜別克汗國。後來朮赤系的克烈汗和賈尼別克与阿布海尔汗闹翻而逃亡蒙兀兒斯坦，另建哈萨克汗国，哈萨克汗国不断扩张，迫使乌兹别克人南下，所以今天的乌兹别克斯坦却是帖木兒帝国的领土。烏孜別克汗國解體後一部分人隨穆罕默德·昔班尼南下，前往河中農業區定居下來，征服了当地的撒爾塔人並與他們融合，逐渐形成了今天的乌孜别克人。
烏孜別克人有七十二部落，在錫爾河以北的哈薩克南部城市，他們占人口的多數，在塔吉克斯坦佔人口中15.3%的，在吉爾吉斯斯坦有14.3%人口，是中亞最大的民族，也是全世界第二大突厥語民族。白帐汗国未分裂時，欽察草原有92个部落 ，其中有两个部落如图兰东迁直至中国新疆以及内蒙古境内，後來又有70个部落到了哈薩克汗國，有些部落如克烈、乃蠻、弘吉剌，兩國都有。希瓦汗國的烏孜別克人分四部：基雅特（乞顏）-弘吉剌，畏兀兒-乃蠻，康里-欽察，努庫茲-曼吉特。河中公元时代已有说突厥语的人，烏孜別克人其實是由粟特與公元前後進入中亞的突厥語民族構成，黑汗王朝與葛邏祿特別重要，隨昔班尼南下的欽察草原烏孜別克部落是民族最後構成階段。
16世紀中葉的乌孜别克人還沒有完全定居（曾在撒馬尔罕圈地为牧场），與哈薩克人一樣吃肉喝奶（不種田地也不吃麵包），16世纪末定居化加快，17世紀河中只有他們與塔吉克人。16世紀至17世紀，他們中一部分來到南疆塔里木盆地，主要從事商業活動（被稱為布哈拉人、浩罕人或安集延人）。到清宣宗時代，滿人認为这些人已與卡內回民（維吾爾人）無異。1867年，中亞人阿古柏建立的“哲德沙尔汗国”改稱“洪福汗国”，攻占库车、库尔勒，佔領天山以南的南疆。随着阿古柏的扩张，大批乌孜别克族人进入新疆，成為今天新疆一個重要的少數民族之一。有些烏孜別克人是在明代前住費爾干納盆地與河中的維吾爾人後人，有些是受阿古柏裹挾至浩罕汗國。不同地方的烏孜别克來源不同，一些烏孜别克人是二十世纪被同化的塔吉克。阿富汗烏孜别克來自钦察人。
在二十世纪前，他们不认为自己是一個民族，并且只认为他們的语言只是一种方言。他们与维吾尔也是二十年代才有自己族名。

## 文化

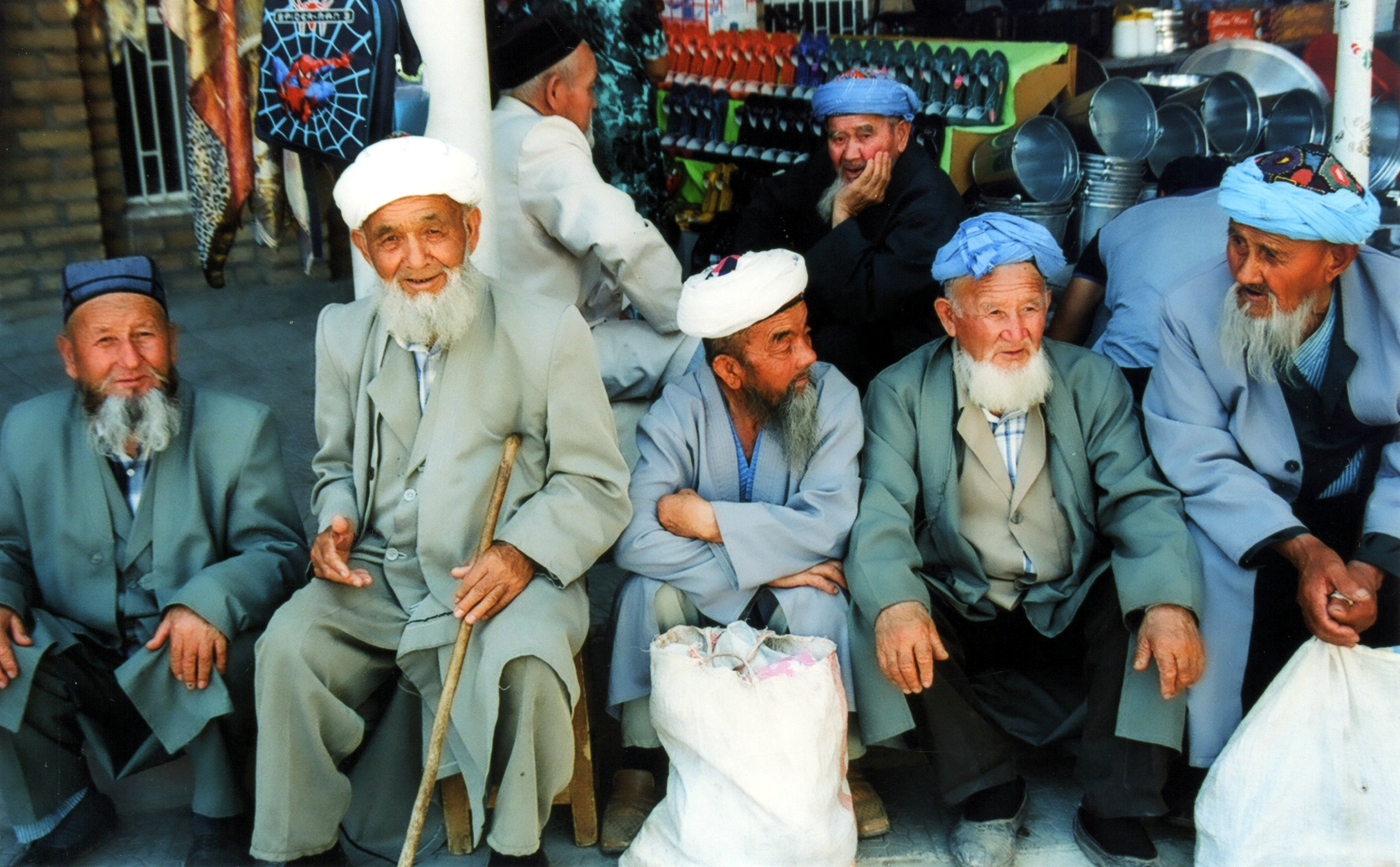
乌兹别克男子

他們的婚姻有轉房制度，和维吾尔族在习俗和衣食方面大致相同，还有联姻的传统。乌兹别克妇女按传统习惯从结婚那天开始就必须戴上面纱，现在揭下面纱的妇女已经越来越多了。乌孜别克族男女在春、夏、秋三季还喜欢戴朵帕花帽。
烏茲別克人傳統上從事農業、手工業和貿易。

## 宗教
绝大部分乌茲别克族信仰伊斯兰教，遵循逊尼派的哈乃菲法学传统。皮尤研究中心在2009年的研究表明，乌兹别克斯坦96.3%的人口信仰伊斯兰教，但有许多人自认是无教派穆斯林，同时有着更自由化的信仰主张，这和19世纪至20世纪的扎吉德运动有关。作为对比，未经历扎吉德运动的乌孜别克人，如阿富汗和中国境内使用乌兹别克语的民族，则保持着传统的信仰。乌孜别克人的宗教信仰情况在1991年苏联解体、乌兹别克斯坦建国后又有改变，传统的伊斯兰信仰不断复苏。2015年的研究表明，大概有1万名乌兹别克人是基督徒，大多属福音主义或是灵恩派教会。乌兹别克斯坦2009年的人口普查显示有1,794名基督徒。亦有一些居住于俄罗斯的乌孜别克人信仰正教會 。粟特人信仰的琐罗亚斯德教在现代有所复苏，据信在乌兹别克斯坦有7,000名信徒。乌兹别克斯坦2009年的人口普查显示有1,673人主张无神论。